# Korsar
Korsar est un jeu de société créé par Reiner Knizia, édité par Amigo en 1992 sous le nom Pirat, puis par Heidelberger en 2002 qui lui a donné le nom actuel. La première version française est celle de Tilsit en 2005. Korsar est désormais édité en français par ASYNCRON games.
Pour 2 à 8 joueurs, à partir de 9 ans, 10 à 20 minutes.

## Règles du jeu

### Matériel
- 25 cartes vaisseau de valeur 2 à 8 pour un total de 100 points
- 48 cartes corsaire de valeur 1 à 4 réparties en 4 couleurs : vert, bleu, rouge et noir
- 4 cartes capitaine (une de chaque couleur)
- 1 carte amiral de couleur blanche

### But du jeu
Le but est de ramasser le plus de pièces d'or en utilisant ses corsaires pour défendre ses vaisseaux et attaquer ceux des adversaires.

### Déroulement
À son tour, un joueur doit réaliser 2 actions :
- vérifier s'il a remporté des vaisseaux présents sur la table ;
- jouer une carte ou piocher une carte.

#### Vérification
- Un joueur remporte un vaisseau qu'il a joué si aucun des adversaires n'y a placé de corsaire pendant le tour.
- Une carte est mise en attente lorsqu'un joueur pose une carte inférieure à celle déjà posée . Le temps d'attente ne fonctionne qu'au premier tour de la carte. Le temps d'attente dure un tour et permet à celui qui a posé une carte galion inférieure à celle de l'adversaire de compenser les points des cartes galions. Le temps d'attente ne fonctionne que dans les parties de 2 ou 3 joueurs.

- Un joueur peut poser un vaisseau devant lui-même s'il en a déjà posés auparavant.
- Un joueur peut poser un corsaire sur un vaisseau pour commencer une attaque. Si un adversaire a déjà posé un corsaire, le joueur doit en poser un d'une couleur différente. S'il veut compléter une attaque, le joueur doit placer un corsaire de la même couleur que celui déjà présent.
- Un joueur peut poser un capitaine pour renforcer une attaque. Il doit être de la même couleur que le(s) corsaire(s) déjà présent(s).
- Un joueur peut jouer l'amiral sur un des vaisseaux posés par lui-même. Il n'est pas nécessaire que des corsaires soient déjà présents.

Note : seul le dernier capitaine ou amiral posé est valable, les autres sont défaussés.

### Fin de partie
La partie s'arrête quand la pioche est épuisée et qu'un des joueurs n'a plus de cartes. Lorsque la pioche est épuisée, un joueur peut se défausser d'une carte (sauf un vaisseau) qu'il ne veut pas jouer.
Chaque joueur compte le nombre de pièces d'or qu'il a remportées avec les vaisseaux. Il retranche ensuite les points des vaisseaux qu'il a éventuellement gardés en main.
Le joueur qui totalise le plus grand total est déclaré vainqueur.

## Jeu en équipes
À 6 ou 8 joueurs, il est possible de jouer en équipes. Les 2 joueurs d'une équipe se placent l'un à côté de l'autre. Ils ont le droit de parler et de se montrer leurs cartes (mais pas de les échanger).

## Récompense
- Mensa Select Mind Games  2005